# Música culta

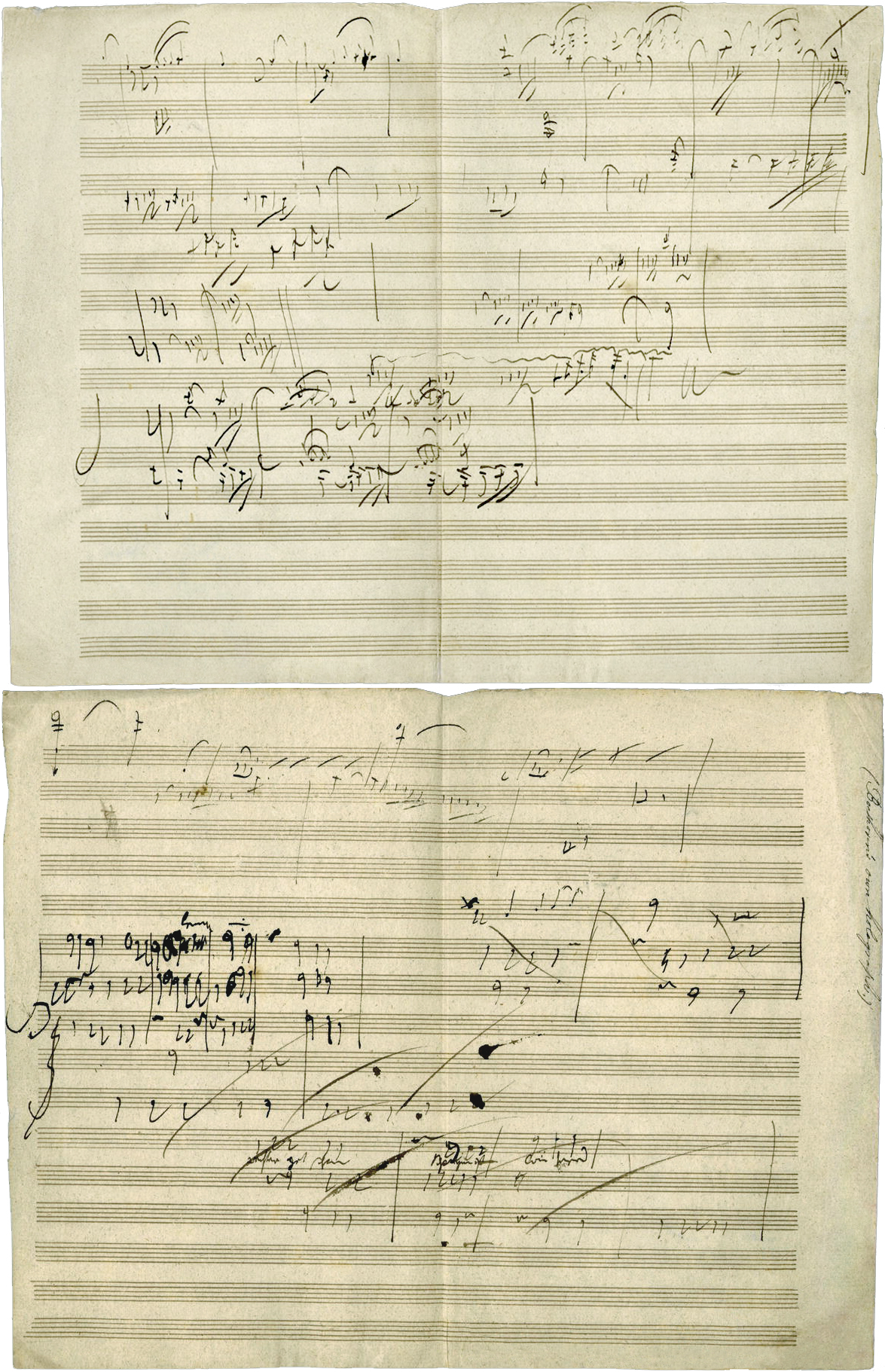
Manuscritos del músico clásico Beethoven.

La música culta, docta, o académica, es una denominación general para aquellas tradiciones musicales que implican consideraciones estructurales y teóricas avanzadas, así como el empleo de algún tipo de notación musical escrita. Estos elementos la distinguirían así de otras grandes tradiciones musicales como son la música folclórica o la música popular.
Es frecuente la utilización de «música culta» como sinónimo de la música académica occidental, comúnmente llamada música clásica. Algunos autores[cita requerida], sin embargo, las diferencian al incluir en la música culta también otras expresiones de la música contemporánea, como las músicas india, china y japonesa, y algunas formas de soul, jazz, funk y de música experimental.
Además de las ya mencionadas, existen otras varias denominaciones para la música artística: música seria, música erudita, música docta,[cita requerida] música culta y música formal[cita requerida].

## Notación musical
La notación es un sistema de escritura utilizado para representar gráficamente una pieza musical, que permite al intérprete realizar una ejecución musical fiel a la idea original del compositor.
El elemento básico de cualquier sistema de notación musical es la nota, que representa un único sonido y sus características básicas: altura, duración e intensidad. Los sistemas de notación también permiten representar otras características diversas, tales como el timbre o variaciones de los matices, el tempo y la expresión.
El sistema de notación más utilizado actualmente es el sistema gráfico occidental, que representa sobre un pentagrama una serie de signos musicales, para cuya lectura una cierta formación específica es requerida. No obstante, existen otros sistemas de notación y muchos de ellos también se usan en la música moderna, como la tablatura o los cifrados

## Historia de la música occidental

### Orígenes
La música culta surge en Europa como expresión artística y cultural. Sus inicios escritos se remontan a la época medieval, pero toma reminiscencias de la música de otras culturas como Egipto, Mesopotamia y, sobre todo, la antigua Grecia ―no tomó nada de la música en la antigua Roma, ya que los romanos dieron poca importancia a la música― desde las que fue evolucionando a través de numerosas y heterogéneas épocas, hasta la época contemporánea.

## Relación entre la música culta y la música popular en América
Las culturas del continente americano desarrollaron una gran diversidad de músicas surgidas de la espontaneidad de la vida social de los sectores populares. Una música creada por ellos mismos y para ellos mismos, capaz de ser comprendida, apreciada y ejecutada por todos. Como la de otras latitudes, incluyendo Europa, la música popular americana suele ser simple, a la vez en su estructura, su melodía y su ritmo, lo que le permite ser conservada por medio de la memoria colectiva. Está generalmente constituida de un corto motivo rítmico-melódico que se repite constantemente, dando lugar a numerosas y delicadas variaciones. Esa música se caracteriza por una curiosa utilización de los instrumentos y de la voz, explotando todas sus posibilidades de emisión: el hablado, el grito, una voz ronca o muy aguda. Pero su objetivo no es el virtuosismo ni la alta complejidad musical, sino la transmisión de un mensaje. Es entonces una música funcional, porque tiene un significado para la sociedad que la crea.
A partir de la Época colonial comenzó un proceso de mestizaje y encuentro cultural de poblaciones indígenas de América con otras de origen europeo y africano, principalmente, siendo el caso de los últimos una consecuencia del tráfico transatlántico de esclavos. Pronto las músicas populares de América Latina comenzaron a reflejar estos movimientos e intercambios al incorporar ritmos africanos, la guitarra española, y danzas europeas como el vals y la zamacueca, entre muchos otros elementos.
Paralelamente, desde muy temprano comenzaron a interpretarse y componerse obras de música sacra en los centros misioneros del continente, en vistas al proyecto de evangelización de la población americana. La actividad en América de una importante cantidad de compositores tales como Hernando Franco, Manuel de Sumaya, Juan Pérez Bocanegra, Roque Ceruti y Domenico Zipoli permiten hablar de un Barroco americano bajo el cual fueron compuestas obras sacras y profanas en náhuatl, quechua y guaraní.
A principios del siglo XIX varios países en América lograron la independencia de su metrópoli colonial, aunque la vida musical académica siguió siendo un reflejo de lo que sucedía en Europa. Pero antes de acabar el siglo, varios compositores en distintos países comenzaron a escribir una música que se diferenciaba de los modelos europeos. Se trataba mayormente de pequeñas piezas para piano, muy relacionadas con ritmos y danzas folclóricas. Ese fue el inicio del nacionalismo musical en América, que se hizo un lugar en la música del siglo XX a partir de las obras del brasileño Heitor Villa-Lobos, del mexicano Silvestre Revueltas y del argentino Alberto Ginastera, entre otros grandes exponentes. La complejidad de la estructura de estas músicas hace de ellas un arte de especialistas y no tuvo una gran repercusión en la música popular.
En la segunda mitad del siglo XX no cesaron los intentos de crear una tradición de música académica americana. Trabajos como Sketches of Spain de Miles Davis y Gil Evans o las Estaciones porteñas de Astor Piazzolla contribuyeron a dar carta de legitimidad dentro de las salas de conciertos al jazz norteamericano y al tango argentino; quizás los dos géneros americanos populares que mayor legitimidad alcanzaron en el ámbito de la música académica.

## La relación entre la música culta y la sociedad
Tradicionalmente se ha considerado que la música culta es una forma de alta cultura. En la sociología de Pierre Bourdieu (1930-2002), esto implica que las prácticas culturales a ella asociadas -como asistir a salas de conciertos, componer y ejecutar piezas musicales escritas, adquirir formación musical específica o patrocinar artistas de prestigio- forman parte del habitus de un sector minoritario, que posee un alto nivel socioeconómico y define su identidad con base en la exclusión de las mayorías. La cultura se constituye así como un capital cultural; un bien socialmente escaso, acumulado y detentado por las élites dominantes.
La "música culta", como otras manifestaciones de la alta cultura, se manifestó ante todo como un instrumento útil concebido a conciencia para marcar diferencias de clase y salvaguardarlas; cada oferta artística estaba dirigida a una clase social específica, en tanto que era aceptada únicamente por esa clase. Los gustos de las elites que apreciaban la «alta cultura» y la «música culta» se oponían a los gustos mediocres típicos de las clases medias o a los «gustos vulgares» venerados por las clases bajas. En esta visión la música culta se contrapone a la música popular.
Sin embargo, según Zygmunt Bauman en la actualidad esta concepción habría perecido. En el capitalismo tardío la cultura no se define en torno a las prohibiciones sino en la oferta (omnivoridad cultural), como un conjunto bienes o experiencias concebidas para el consumo. La idea de libertad individual de elección para el consumo convierte a la música culta en sólo un producto más, por lo que las distinciones de clase ya no forman parte de su naturaleza.